# Жовтюх помаранчик
Жовтюх помаранчик (Colias croceus) — вид метеликів родини біланових (Pieridae).

## Поширення
Вид поширений в Західній, Південній та Центральній Європі, Північній Африці та Західній Азії. Ареал виду протягується від Марокко та Іспанії до Ірану та Уральських гір. У посушливі роки метелики можуть залітати у північні регіони — Велику Британію, Скандинавію та Сибір.

## Опис

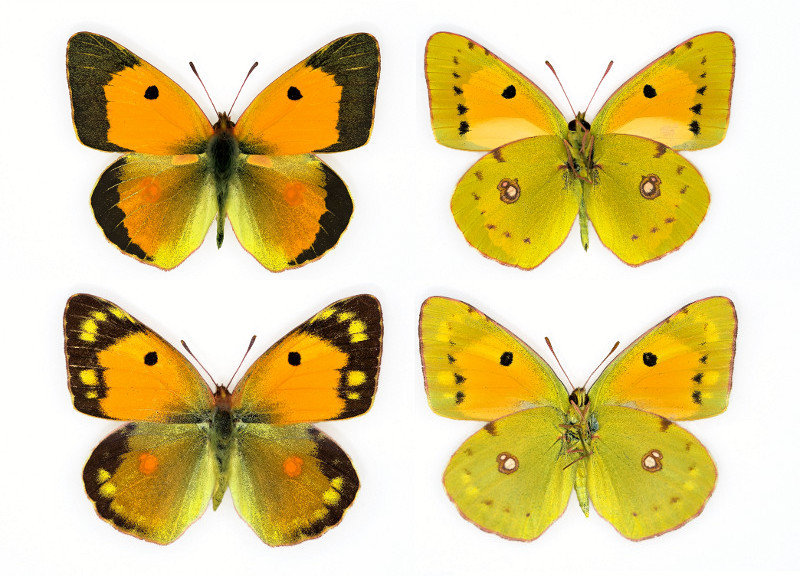
Самець зверху, самиця знизу

У самця довжина переднього крила 23—27 мм. Крила зверху яскраво-помаранчеві. Переднє крило зверху з широкою чорною облямівкою, яка у привершинній області пересічена світлими жилками і чорною овальною дискальною плямою. Заднє крило зверху з чорною облямівкою, що перетинається світлими жилками та насиченим сірим нальотом, на тлі якого виділяється велика помаранчева подвійна дискальна пляма. Бахрома крил рожева.
У самиці довжина переднього крила 24—28 мм. Крила зверху жовто-помаранчеві, з широкою чорною облямівкою, що містить розмиті сірі плями; переднє крило зверху з великою чорною дискальною плямою, заднє — з яскравою помаранчевою великою подвійною дискальною плямою на тлі помітного сірого затемнення. Бахрома крил рожева.
Гусениці темно-зелені, смуги на тілі білуваті або червонуваті, з жовтими плямами.

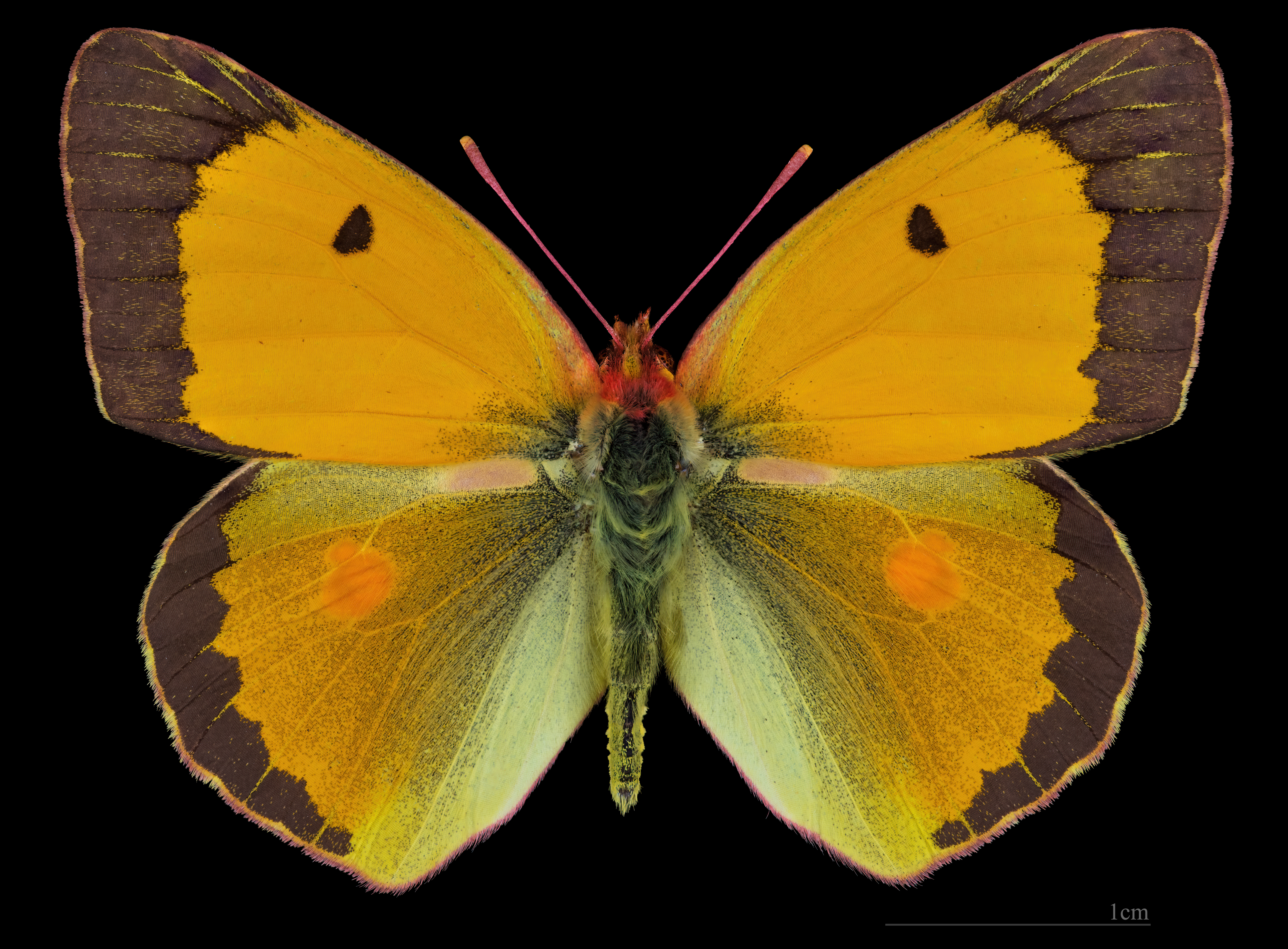
Colias croceus croceus ♂
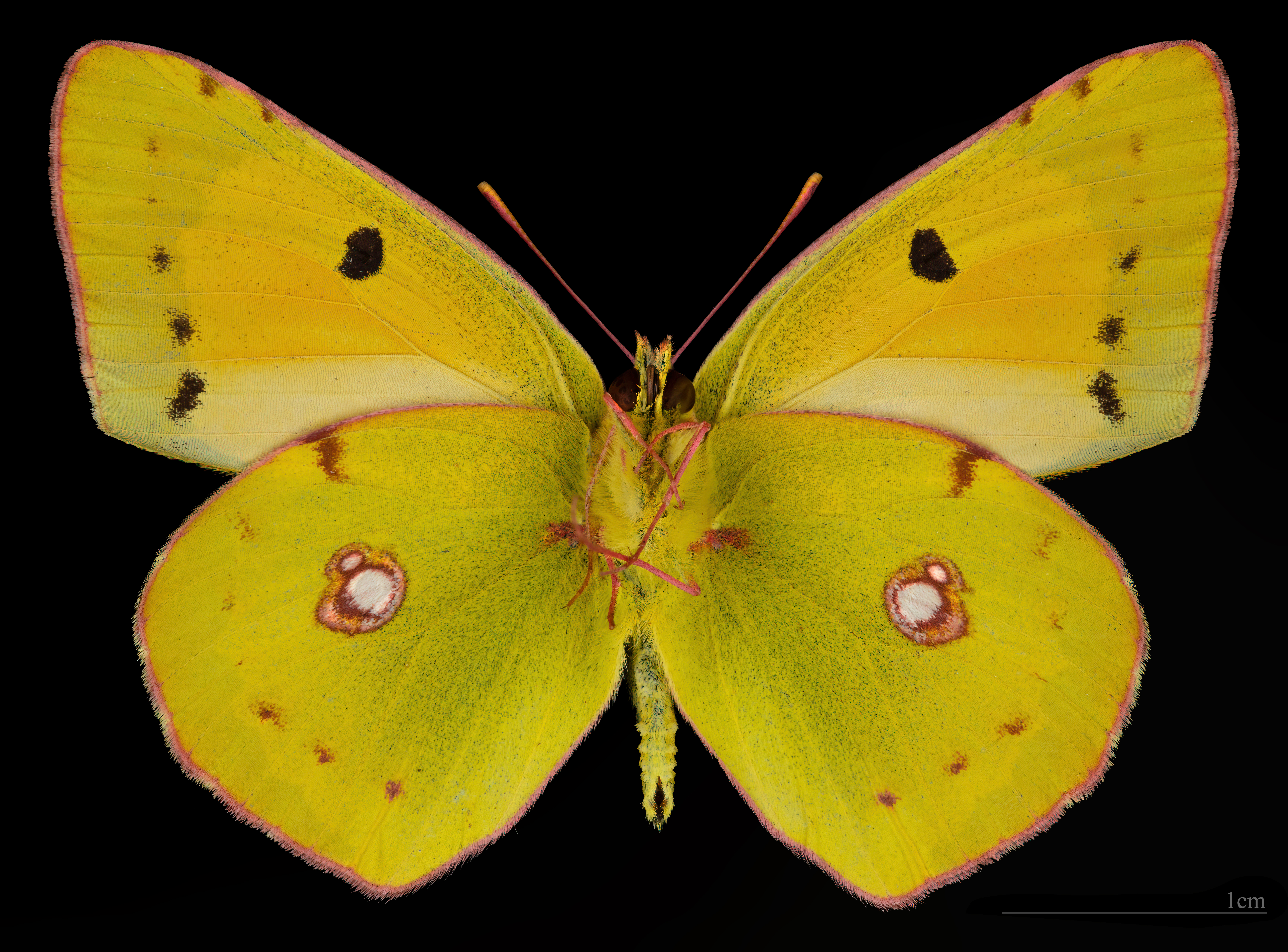
Colias croceus croceus ♂ △
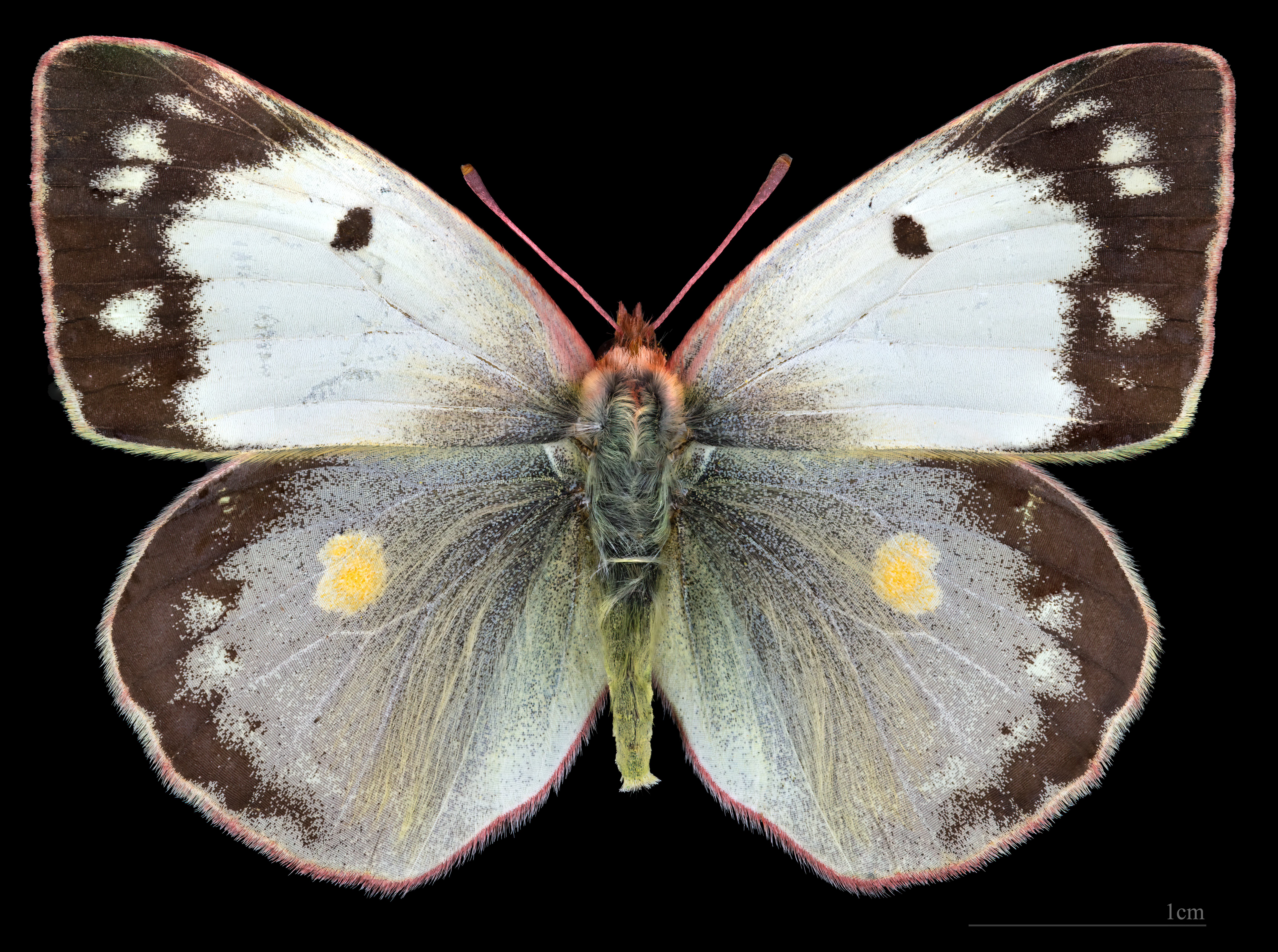
Colias croceus f. helice ♀
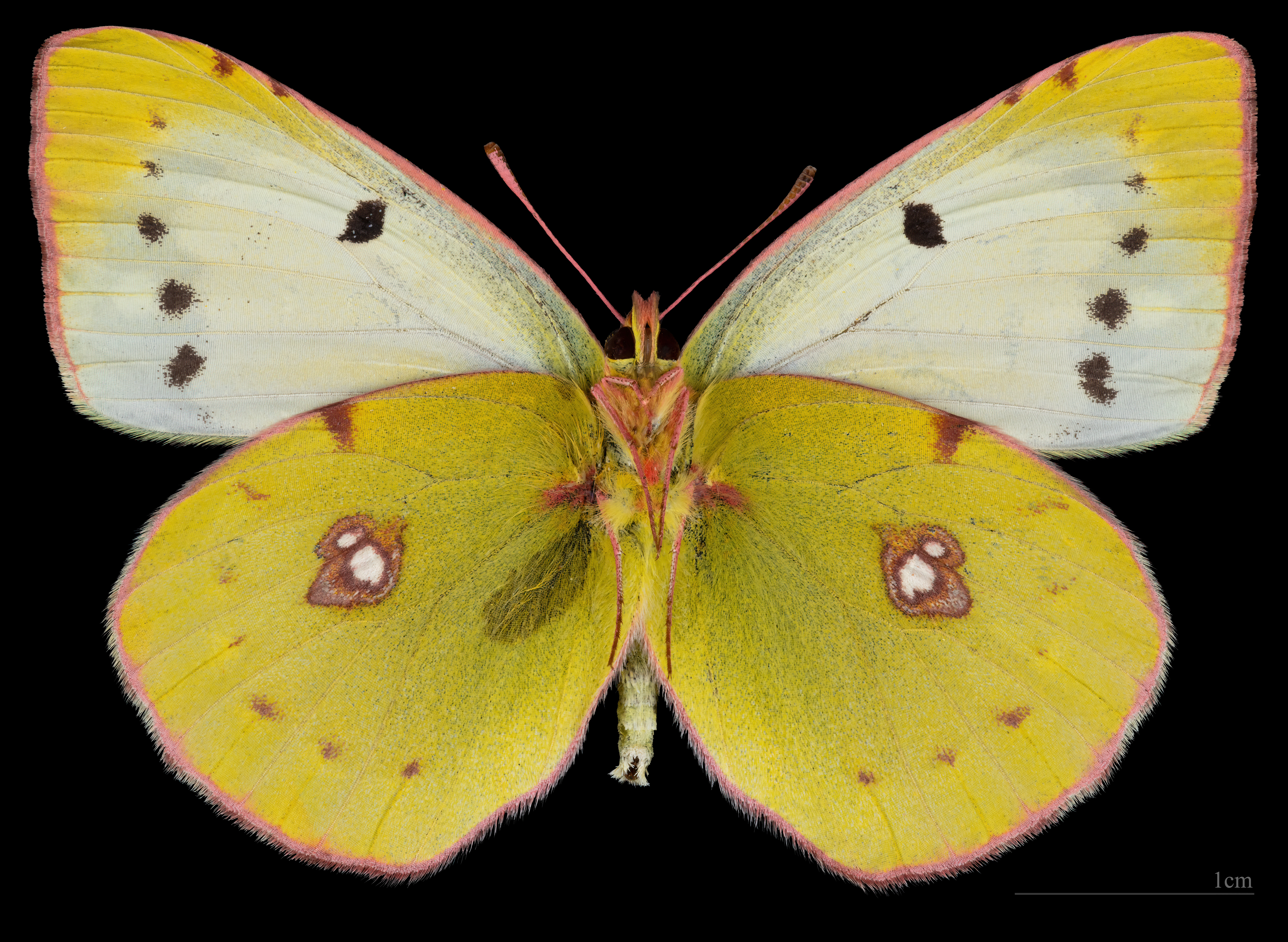
Colias croceus f. helice ♀ △

## Спосіб життя
Метелики літають з травня по жовтень. Трапляються на луках, степових ділянках, полях, узліссях, обабіч доріг. У рік буває 2—3 покоління. Самиця відкладає яйця поштучно на верхню сторону листя кормових рослин. Яйця веретеноподібної форми, блідо-зелені. На другий день вони стають помаранчевими, а перед вилупленням — бурими. Гусениці живляться різними видами бобових рослин: еспарцетом, конюшиною, викою, лядвенцем, в'язелем, люцерною, буркуном, астрагалом. Дорослі гусениці 27—30 мм завдовжки. Лялечки 19—21 мм. При температурі 23—26 °C розвиток від моменту відкладання яйця і до вилуплення метелика закінчується за три-чотири тижні. Зимують гусениці або лялечки.

## Назва
У 19 столітті метелик називався Помаранчик або Жовтюх.
Метелик має чисельні назви латиною: 
- Colias croceus (Fourcroy, 1785)
- Colias crocea
- Colias edusa
- Papilio croceus Geoffroy, 1785
- Papilio edusa Fabricius, 1787
- Colias Edusa aubuissoni Caradja, 1894
- Colias croceus cremonae Bang-Haas, 1912[3].